# Voyage en Espagne
Voyage en Espagne est un livre de voyage de l'écrivain français Théophile Gautier.

## Description
Le livre, qui raconte le passage de l'auteur par la péninsule ibérique tout au long de 1840, accompagné par le collectionneur d'art Eugène Piot, a d'abord été publié en 1843 sous le titre de Tra los montes. En 1845, il a été republié en tant que Voyage en Espagne, titre par lequel il est aujourd'hui connu. Cette œuvre, exemple de romantisme littéraire et de la vague orientaliste de l'époque, riche en descriptions du paysage espagnol, fait l'éloge du sud, de l'Andalousie, au détriment de la Meseta, désertique et inculte,. La présence de la chaleur, un élément récurrent dans la caractérisation du pays, atteint son point culminant dans le chapitre consacré à Tolède.